# Уошаки (округ)
Округ Уо́шаки (англ. Washakie County) — округ, расположенный в штате Вайоминг (США), с населением в 8289 человек по статистическим данным переписи 2000 года.
Столица округа находится в городе Уэрленд.

## История
Округ Уошаки был образован в 1911 году и получил своё название в честь Вашаки, верховного вождя индейского племени восточных шошонов.

## География
По данным Бюро переписи населения США округ Уошаки имеет общую площадь в 5809 квадратных километров, из которых 5802 кв. километра занимает земля и 8 кв. километров — вода. Площадь водных ресурсов округа составляет 0,12 % от всей его площади.

### Соседние округа
- Биг-Хорн — север
- Джонсон — восток
- Натрона — юго-восток
- Фримонт — юг
- Хот-Спрингс — запад
- Парк — северо-запад

### Охраняемые природные территории
- Национальный заповедник Бигхорн (часть)

## Демография

Распределение населения округа Уошаки по возрастным диапазонам

По данным переписи населения 2000 года в округе Уошаки проживало 8289 человек, 2310 семей, насчитывалось 3278 домашних хозяйств и 3654 жилых домов. Средняя плотность населения составляла 1 человек на один квадратный километр. Расовый состав округа по данным переписи распределился следующим образом: 90,22 % белых, 0,11 % чёрных или афроамериканцев, 0,55 % коренных американцев, 0,74 % азиатов, 2,17 % — представители смешанных рас, 6,21 % — других народностей. Испано- и латиноамериканцы составили 11,47 % от всех жителей округа.
Из 3278 домашних хозяйств в 32,40 % — воспитывали детей в возрасте до 18 лет, 59,90 % представляли собой совместно проживающие супружеские пары, в 7,30 % семей женщины проживали без мужей, 29,50 % не имели семей. 26,50 % от общего числа семей на момент переписи жили самостоятельно, при этом 11,90 % составили одинокие пожилые люди в возрасте 65 лет и старше. Средний размер домашнего хозяйства составил 2,47 человек, а средний размер семьи — 3,00 человек.
Население округа по возрастному диапазону по данным переписи 2000 года распределилось следующим образом: 27,20 % — жители младше 18 лет, 6,40 % — между 18 и 24 годами, 25,20 % — от 25 до 44 лет, 25,30 % — от 45 до 64 лет и 15,90 % — в возрасте 65 лет и старше. Средний возраст жителей округа составил 39 лет. На каждые 100 женщин в округе приходилось 99,40 мужчин, при этом на каждых сто женщин 18 лет и старше приходилось 96,30 мужчин также старше 18 лет.
Средний доход на одно домашнее хозяйство в округе составил 34 943 доллара, а средний доход на одну семью в округе — 42 584 доллара. При этом мужчины имели средний доход в 31 633 долларов в год против 21 028 долларов среднегодового дохода у женщин. Доход на душу населения в округе составил 17 780 долларов в год. 10,00 % от всего числа семей в округе и 14,10 % от всей численности населения находилось на момент переписи населения за чертой бедности, при этом 21,10 % из них были моложе 18 лет и 12,20 % — в возрасте 65 лет и старше.

## Населённые пункты

### Города
- Уэрленд
- Тен-Слип

### Статистически обособленные местности
- Эрпорт-Роуд
- Макнатт
- Саут-Флэт
- Уошаки-Тен
- Уэст-Ривер
- Уинчестер